# جيوفري ميتشيل
جيوفري ميتشيل (بالإنجليزية: Geoffrey Mitchell)‏ هو موزع ومغني بريطاني، ولد في 6 يونيو 1936.

## وصلات خارجية
- جيوفري ميتشيل على موقع ميوزك برينز (الإنجليزية)
- جيوفري ميتشيل على موقع ديسكوغز (الإنجليزية)